# Three Thousand Years of Longing
Three Thousand Years of Longing (en España, Tres mil años esperándote; en Hispanoamérica, Érase una vez un genio) es una película estadounidenseaustraliana del género fantasía oscura, dirigida por George Miller, estrenada en el 2022. El director escribió el guion al alimón con Augusta Gore, adaptando el libro de relatos de 1994 The Djinn in the Nightingale's Eye, de la escritora inglesa A. S. Byatt.
La película tiene como protagonistas a Idris Elba como el genio liberado, y a Tilda Swinton como la profesora que lo invoca y a quien él le cuenta su historia.

## Reparto
- Idris Elba como el Genio (en inglés, the Djinn)
- Tilda Swinton como Alithea Binnie
  - Alyla Browne como la joven Alithea Binnie
- Aamito Lagum como la Reina de Saba[1]
- Burcu Gölgedar como Zefir[1]
- Matteo Bocelli como el príncipe Mustafa[1]
- Kaan Guldur como Murad IV
- Jack Braddy como Ibrahim I
  - Hugo Vella como el joven Ibrahim
- Pia Thunderbolt como Ezgi
- Anna Adams como Sugar Lump
- David Collins como Jocular Storyteller

## Producción
En octubre de 2018, se anunció que George Miller estaba trabajando en el guion de la película, adaptación del cuento The Djinn in the Nightingale's Eye" de A. S. Byatt y que comenzaría a filmarse en 2019. Idris Elba y Tilda Swinton fueron anunciados como protagonistas de la película en el mismo mes. En una entrevista de julio de 2019, Miller declaró que la preproducción de la película comenzaría a fines de 2019 y que la filmación comenzaría el 2 de marzo de 2020 entre Australia, Turquía y el Reino Unido. Sin embargo, se retrasó como resultado de la pandemia de COVID-19. Finalmente inició el rodaje en noviembre de 2020 en Australia.

## Lanzamiento
La película tuvo su estreno mundial en el Festival de Cine de Cannes de 2022, el 20 de mayo de 2022, donde recibió una ovación de pie de seis minutos por parte del público. La película tuvo su estreno continental el 17 de agosto de ese mismo año en el Festival Internacional de Cine de Monterrey, y tuvo su estreno en Estados Unidos el 26 de agosto de 2022.

## Premios
67.ª edición de las Medallas de los Premios Sant Jordi
| Categoría                           | Receptor(es)  | Resultado |
| ----------------------------------- | ------------- | --------- |
| Mejor actriz en película extranjera | Tilda Swinton | Ganadora  |